# Saison 2017-2018 de Brighton & Hove Albion
Chronologie
Saison précédente Saison suivante
La saison 2017-2018 de Brighton & Hove Albion est la 4e saison du club en Premier League. Le club est en compétition pour le Championnat d'Angleterre, la Coupe d'Angleterre et la Coupe de la Ligue anglaise.

## Équipe première

### Effectif
| N°                 | Nat                     | Nom                         | Date de naissance (Âge) | Depuis          | Matchs          | Buts            | En provenance de    |
| Gardiens de but    | Gardiens de but         | Gardiens de but             | Gardiens de but         | Gardiens de but | Gardiens de but | Gardiens de but | Gardiens de but     |
| ------------------ | ----------------------- | --------------------------- | ----------------------- | --------------- | --------------- | --------------- | ------------------- |
| 1                  | Drapeau de l'Australie  | Mathew Ryan                 | 8 avril 1992            | 2017            | 2               | 0               | Valence CF          |
| 12                 | Drapeau de la Finlande  | Niki Mäenpää                | 23 janvier 1985         | 2015            | 9               | 0               | VVV Venlo           |
| Défenseurs         |                         |                             |                         |                 |                 |                 |                     |
| 2                  | Drapeau de l'Espagne    | Bruno (capitaine)           | 1er octobre 1980        | 2012            | 193             | 6               | Valence CF          |
| 3                  | Drapeau du Cameroun     | Gaëtan Bong                 | 25 avril 1988           | 2015            | 43              | 0               | Wigan Athletic      |
| 4                  | Drapeau de l'Allemagne  | Uwe Hünemeier               | 9 janvier 1986          | 2015            | 30              | 1               | SC Paderborn 07     |
| 5                  | Drapeau de l'Angleterre | Lewis Dunk (vice-capitaine) | 21 novembre 1991        | 2009            | 195             | 13              | Centre de formation |
| 18                 | Drapeau de l'Angleterre | Connor Goldson              | 18 décembre 1992        | 2015            | 34              | 2               | Shrewsbury Town     |
| 22                 | Drapeau de l'Irlande    | Shane Duffy                 | 1er janvier 1992        | 2016            | 33              | 2               | Blackburn Rovers    |
| 23                 | Drapeau de l'Angleterre | Liam Rosenior               | 9 juillet 1984          | 2015            | 45              | 0               | Hull City           |
| 29                 | Drapeau de l'Autriche   | Markus Suttner              | 16 avril 1987           | 2017            | 2               | 0               | FC Ingolstadt 04    |
|                    | Drapeau de la Tchéquie  | Aleš Matějů                 | 3 juin 1996             | 2017            | 0               | 0               | Viktoria Plzeň      |
| Milieux de terrain |                         |                             |                         |                 |                 |                 |                     |
| 6                  | Drapeau de l'Angleterre | Dale Stephens               | 12 juin 1989            | 2014            | 116             | 12              | Charlton Athletic   |
| 7                  | Drapeau d’Israël        | Biram Kayal                 | 2 mai 1988              | 2015            | 84              | 5               | Celtic FC           |
| 8                  | Drapeau de la Tchéquie  | Jiří Skalák                 | 12 mars 1992            | 2016            | 47              | 2               | Mladá Boleslav      |
| 11                 | Drapeau de la France    | Anthony Knockaert           | 20 novembre 1991        | 2016            | 70              | 20              | Standard de Liège   |
| 13                 | Drapeau de l'Allemagne  | Pascal Groß                 | 15 juin 1991            | 2017            | 2               | 0               | FC Ingolstadt 04    |
| 14                 | Drapeau de l'Angleterre | Steve Sidwell               | 14 décembre 1982        | 2016            | 55              | 2               | Stoke City          |
| 15                 | Drapeau de l'Écosse     | Jamie Murphy                | 28 août 1989            | 2015            | 80              | 11              | Sheffield United    |
| 20                 | Drapeau de l'Angleterre | Solly March                 | 20 juillet 1994         | 2011            | 87              | 8               | Centre de formation |
| 24                 | Drapeau des Pays-Bas    | Davy Pröpper                | 2 septembre 1991        | 2017            | 2               | 0               | PSV Eindhoven       |
| 31                 | Drapeau de l'Angleterre | Rohan Ince                  | 8 novembre 1992         | 2013            | 90              | 4               | Swindon Town        |
| 49                 | Drapeau de l'Irlande    | Jayson Molumby              | 6 août 1999             | 2015            | 0               | 0               | Centre de formation |
|                    | Drapeau des Pays-Bas    | Soufyan Ahannach            | 9 septembre 1995        | 2017            | 0               | 0               | Almere City         |
| Attaquants         |                         |                             |                         |                 |                 |                 |                     |
| 9                  | Drapeau de l'Angleterre | Sam Baldock                 | 13 mars 1989            | 2014            | 89              | 19              | Bristol City        |
| 10                 | Drapeau d’Israël        | Tomer Hemed                 | 2 mai 1987              | 2015            | 91              | 31              | UD Almería          |
| 17                 | Drapeau de l'Angleterre | Glenn Murray                | 25 septembre 1983       | 2017            | 185             | 79              | AFC Bournemouth     |
| 27                 | Drapeau de la Colombie  | José Izquierdo              | 7 juillet 1992          | 2017            | 0               | 0               | Club Bruges         |
| 33                 | Drapeau de l'Irlande    | Richard Towell              | 17 juillet 1991         | 2015            | 5               | 1               | Dundalk FC          |
| 37                 | Drapeau de l'Angleterre | Isaiah Brown                | 7 janvier 1997          | 2017            | 1               | 0               | Chelsea FC          |
| 66                 | Drapeau de l'Irlande    | Aaron Connolly              | 28 janvier 2000         | 2016            | 0               | 0               | Mervue United       |
| 70                 | Drapeau de l'Angleterre | James Tilley                | 13 juin 1998            | 2015            | 2               | 0               | Centre de formation |
|                    | Drapeau du Ghana        | Raphael                     | 12 septembre 1995       | 2017            | 0               | 0               | FC Zürich           |

### Staff managérial
| Emploi                     | Staff          |
| -------------------------- | -------------- |
| Entraîneur                 | Chris Hughton  |
| Entraîneur adjoint         | Paul Trollope  |
| Entraîneur de l'équipe pro | Paul Nevin     |
| Entraîneur des gardiens    | Ben Roberts    |
| Préparateur physique       | Thomas Barnden |
| Physiothérapeute           | Paul Watson    |
| Physiothérapeute           | Sam Blanchard  |
| Docteur                    | Stephen Lewis  |

Source : http://www.brightonandhovealbion.com

### Tenues
Équipementier : Nike
Sponsor : American Express
| Domicile | Extérieur | Autre |

## Transferts

### Mercato d'été

#### Arrivées
| Numéro | Poste | Joueur           | En provenance de | Montant  | Date             | Source |
| ------ | ----- | ---------------- | ---------------- | -------- | ---------------- | ------ |
| 13     | MIL   | Pascal Groß      | FC Ingolstadt 04 | 3 M€     | 1er juillet 2017 | [ 1 ]  |
| 1      | GB    | Mathew Ryan      | Valence CF       | 6 M€     | 1er juillet 2017 | [ 2 ]  |
| 29     | DEF   | Markus Suttner   | FC Ingolstadt 04 | 4,5 M€   | 13 juillet 2017  | [ 3 ]  |
|        | DEF   | Aleš Matějů      | Viktoria Plzeň   | 2,5 M€   | 4 août 2017      | [ 4 ]  |
| 24     | MIL   | Davy Pröpper     | PSV Eindhoven    | 13 M€    | 7 août 2017      | [ 5 ]  |
|        | ATT   | Soufyan Ahannach | Almere City      | Indéfini | 10 août 2017     | [ 6 ]  |
| 27     | ATT   | José Izquierdo   | Club Bruges      | 15 M€    | 20 août 2017     | [ 7 ]  |

##### Prêts
| Numéro | Poste | Joueur       | En provenance de | Début           | Fin          | Source |
| ------ | ----- | ------------ | ---------------- | --------------- | ------------ | ------ |
| 37     | ATT   | Isaiah Brown | Chelsea          | 25 juillet 2017 | 30 juin 2018 | [ 8 ]  |

#### Départs
| Numéro | Poste | Joueur          | Destination       | Montant         | Date             | Source |
| ------ | ----- | --------------- | ----------------- | --------------- | ---------------- | ------ |
| 25     | DEF   | Vegard Forren   | Molde FK          | Transfert libre | 1er juillet 2016 | [ 9 ]  |
|        | ATT   | Chris O'Grady   | Chesterfield      | Transfert libre | 1er juillet 2016 | [ 10 ] |
| 13     | GB    | David Stockdale | Birmingham City   | Transfert libre | 1er juillet 2016 | [ 11 ] |
| 38     | ATT   | Joe Ward        | Woking            | Transfert libre | 1er juillet 2016 | [ 12 ] |
| 19     | ATT   | Elvis Manu      | Gençlerbirliği SK | Transfert libre | 10 juillet 2016  | [ 13 ] |
| 42     | DEF   | Rob Hunt        | Oldham Athletic   | Indéfini        | 10 juillet 2016  | [ 14 ] |

##### Prêts
| Numéro | Poste | Joueur              | Destination         | Début           | Fin              | Source |
| ------ | ----- | ------------------- | ------------------- | --------------- | ---------------- | ------ |
|        | GB    | Christian Walton    | Wigan Athletic      | 12 juillet 2017 | 30 juin 2018     | [ 15 ] |
| 21     | MIL   | Oliver Norwood      | Fulham              | 25 juillet 2017 | 30 juin 2018     | [ 16 ] |
|        | DEF   | Tyler Hornby-Forbes | Accrington Stanley  | 4 août 2017     | 1er janvier 2018 | [ 17 ] |
| 30     | ATT   | Kazenga LuaLua      | Queens Park Rangers | 11 août 2017    | 1er janvier 2018 | [ 18 ] |
| 24     | MIL   | Rohan Ince          | Bury                | 25 août 2017    | 30 juin 2018     | [ 19 ] |

### Activité globale
| Mercato d'été : 44 M€ Mercato d'hiver : 0 M€ Total : 44 M€ | Mercato d'été : 0 M€ Mercato d'hiver : 0 € Total : 0 M€ | Mercato d'été : 44 M€ Mercato d'hiver : 0 M€ Total : 44 M€ |

## Compétitions

### Premier League

#### Classement
| Rang | Équipe                   | Pts | J  | G  | N  | P  | Bp | Bc | Diff |
| ---- | ------------------------ | --- | -- | -- | -- | -- | -- | -- | ---- |
| 13   | West Ham United          | 42  | 38 | 10 | 12 | 16 | 48 | 68 | −20  |
| 14   | Watford FC               | 41  | 38 | 11 | 8  | 19 | 44 | 64 | −20  |
| 15   | Brighton & Hove Albion P | 40  | 38 | 9  | 13 | 16 | 34 | 54 | −20  |
| 16   | Huddersfield Town P      | 37  | 38 | 9  | 10 | 19 | 28 | 58 | −30  |
| 17   | Southampton FC           | 36  | 38 | 7  | 15 | 16 | 37 | 56 | −19  |

## Statistiques

### Meilleurs buteurs
Inclut uniquement les matches officiels. La liste est classée par numéro de maillot lorsque le total des buts est égal.
| R      | No.    | Pos    | Nom          | Premier League | Coupe d'Angleterre | Coupe de la Ligue | Total |
| ------ | ------ | ------ | ------------ | -------------- | ------------------ | ----------------- | ----- |
| 1      | 9      | ATT    | James Tilley | 0              | 0                  | 1                 | 1     |
| TOTAUX | TOTAUX | TOTAUX | TOTAUX       | 1              | 0                  | 0                 | 1     |

Mise à jour : 26 août 2017

Source : Rapports de matches officiels

### Discipline
Inclut uniquement les matches officiels. La liste est classée par numéro de maillot lorsque le total des cartons est égal.
| R      | No.    | Pos    | Nom               | Premier League | Premier League | Coupe d'Angleterre | Coupe d'Angleterre | Coupe de la Ligue | Coupe de la Ligue | Total  | Total        |
| R      | No.    | Pos    | Nom               | Averti         | Carton rouge   | Averti             | Carton rouge       | Averti            | Carton rouge      | Averti | Carton rouge |
| 1      | 2      | DEF    | Bruno             | 1              | 0              | 0                  | 0                  | 0                 | 0                 | 1      | 0            |
| 1      | 11     | MIL    | Anthony Knockaert | 0              | 0              | 0                  | 0                  | 1                 | 0                 | 1      | 0            |
| TOTAUX | TOTAUX | TOTAUX | TOTAUX            | 1              | 0              | 0                  | 0                  | 1                 | 0                 | 2      | 0            |

Mise à jour : 26 août 2017

Source : Rapports de matches officiels

### Total
| Matches joués                 | 4 (3 Premier League, 1 Coupe de la Ligue) |
| Matches gagnés                | 1 (1 Coupe de la Ligue) |
| Matches nuls                  | 1 (1 Premier League) |
| Matches perdus                | 2 (2 Premier League) |
| Buts marqués                  | 1 (1 Coupe de la Ligue) |
| Buts concédés                 | 4 (4 Premier League) |
| Différence de buts            | -3 (-4 Premier League, +1 Coupe de la Ligue) |
| Matches sans encaisser de but | 2 (1 Premier League, 1 Coupe de la Ligue) |
| Cartons jaunes                | 2 (1 Premier League, 1 Coupe de la Ligue) |
| Cartons rouges                | 0 |
| Meilleur résultat             | Victoire 1 - 0 (Domicile) contre Barnet - Coupe de la Ligue - 22 août 2017                                                                                      |
| Pire résultat                 | Défaite 0 - 2 (Domicile) contre Manchester City - Premier League - 12 août 2017 Défaite 0 - 2 (Extérieur) contre Leicester City - Premier League - 19 août 2017 |
| Meilleur buteur               | James Tilley (1 but) |

Mise à jour : 26 août 2017

Source : Rapports de matches officiels